# Castle Caldwell
Castle Caldwell är en borgruin i Nordirland i Storbritannien. Castle Caldwell ligger 57 meter över havet.
Runt Castle Caldwell är det glesbefolkat, med 13 invånare per kvadratkilometer. Närmaste större samhälle är Kesh, 18 km öster om Castle Caldwell. I omgivningarna runt Castle Caldwell växer i huvudsak blandskog.